# Black Magic (Little Mix)
Black Magic è un singolo del gruppo musicale britannico Little Mix, pubblicato il 21 maggio 2015 come primo estratto dal terzo album in studio Get Weird.

## Antefatti e pubblicazione
Il 4 luglio 2014, la band aveva annunciato che avrebbe annullato il suo tour nordamericano al fine di concentrarsi sulle registrazioni riguardanti l'allora imminente terzo album. La band ha dichiarato che il nuovo album è "più forte" e sarà sulle relazioni e questo è anche meglio di loro due album precedenti, DNA (2012) e Salute (2013). Nel febbraio 2015, nel corso di un'intervista sul red carpet dei BRIT Awards 2015, le Little Mix hanno rivelato che avevano scelto quale sarebbe stato il loro singolo apri-pista affermando anche che esso avrebbe avuto "un suono nuovo"; hanno descritto la canzone come "un rischio", in quanto rappresenta del materiale completamente rispetto a quello prodotto in passato.
Il titolo della canzone è stato accidentalmente rivelato dalla madre di Leigh-Anne Pinnock sul suo profilo Twitter il 21 aprile 2015, anche se tale tweet è stato cancellato dopo poco. Il 14 maggio 2015, il gruppo rivela ufficialmente il titolo del brano, dopo che la sua copertina è stata diffusa sul servizio di identificazione musicale Shazam. Black Magic era inizialmente prevista per la pubblicazione il 26 maggio, ma è stata successivamente anticipata al 21 dello stesso mese, dopo che il singolo è apparso online il giorno prima. Il singolo è stato pubblicato in formato digitale nel Regno Unito il 10 luglio, mentre sotto forma di CD in Giappone ed Europa il 24 luglio.

## Accoglienza
La canzone ha ricevuto critiche abbastanza positive. Matt Bagwell di The Huffington Post ha definito il singolo come «uno dei migliori di genere pop dell'anno». Lewis Corner di Digital Spy dà 5 stelle su 5 affermando che la canzone ha un grande potenziale, tale da permettere al gruppo di allargare la sua sfera di influenza in diverse fasce demografiche. Ariana Bracle di Entertainment Weekly identifica il brano come «sorprendentemente accattivante», mentre The Guardian paragona la canzone a I Wanna Dance with Somebody di Whitney Houston e a Girls Just Want to Have Fun di Cyndi Lauper.

## Classifiche
| Classifica (2015) | Posizione massima |
| ----------------- | ----------------- |
| Australia         | 8                 |
| Austria           | 73                |
| Belgio (Fiandre)  | 4                 |
| Belgio (Vallonia) | 37                |
| Canada            | 52                |
| Francia           | 155               |
| Irlanda           | 3                 |
| Italia            | 86                |
| Nuova Zelanda     | 31                |
| Paesi Bassi       | 82                |
| Regno Unito       | 1                 |
| Repubblica Ceca   | 29                |
| Slovacchia        | 31                |
| Stati Uniti       | 67                |
| Svezia            | 84                |